# Oran Pape
Oran Henry Pape (* 10. März 1904 in Waupeton, Iowa, USA; † 30. April 1936 in Davenport, Iowa), Spitzname: Nanny, war ein US-amerikanischer American-Football-Spieler und Polizeibeamter. Er spielte in der National Football League (NFL) unter anderem bei den Green Bay Packers.

## Spielerlaufbahn
Oran Pape besuchte in Dubuque die High School, wo er auch American Football spielte. 1924 gewann er mit seiner Mannschaft die Staatsmeisterschaft. 
Oran Pape studierte an der University of Iowa. Pape betrieb auf dem College Leichtathletik und spielte 1928 und 1929 zusammen mit Ollie Sansen als Halfback American Football bei den Iowa Hawkeyes. Aufgrund seiner sportlichen Leistungen wurde er in beiden Studienjahren von seinem College ausgezeichnet.

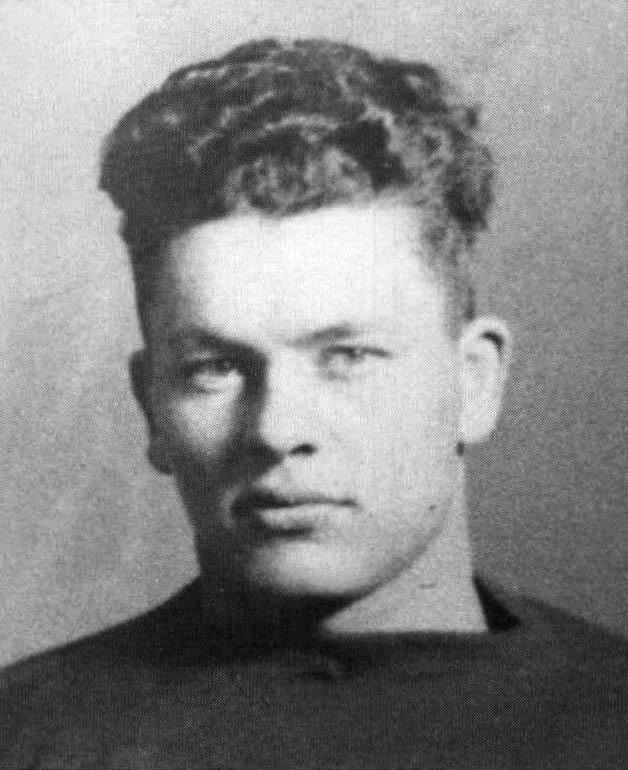
Curly Lambeau

1930 wurde er von den Minneapolis Red Jackets, einem Verein der NFL verpflichtet. Noch im Laufe der Saison musste die Mannschaft von Trainer George Gibson ihren Spielbetrieb einstellen und er wechselte zu den von Curly Lambeau trainierten Green Bay Packers. Die Mannschaft aus Green Bay hatte zahlreiche All-Pro-Spieler wie LaVern Dilweg, John McNally oder Cal Hubbard in ihren Reihen. Pape gewann in diesem Jahr mit seinem Team nach 10 Siegen in 14 Spielen die NFL Meisterschaft. Im Jahr 1931 lief Pape für die Providence Steam Roller auf und spielte 1932 für die Boston Braves und die Staten Island Stapletons. Er beendete danach seine Laufbahn.

## Nach der Spielerlaufbahn
Oran Pape wurde am 1. August 1935 Polizeibeamter bei der Iowa State Police. Er erhielt seine Ausbildung in Fort Dodge an der staatlichen Polizeiakademie. Am 29. April 1936 kontrollierte er bei Muscatine, Muscatine County, auf dem U.S. Highway 61 einen als gestohlen gemeldeten Pkw. Dessen Fahrer bedrohte ihn mit einer Schusswaffe und nahm ihn als Geisel. Er nötigte ihn in sein Fahrzeug einzusteigen. Während der Fahrt sah Oran Pape eine Möglichkeit den Straftäter zu überwältigen. Beim Handgemenge fielen zwei Schüsse. Dabei wurde der Gegner von Pape durch einen Kopfschuss sofort getötet. Oran Pape erhielt durch ein Projektil eine lebensgefährliche Bauchverletzung, konnte aber noch Hilfe herbeirufen. Pape verstarb einen Tag später an seinen Verletzungen in einem Krankenhaus in Davenport. Da seine Venen kollabiert waren, konnte ihm keine Bluttransfusion angelegt werden. Oran Pape ist auf dem Linewood Cemetery in Dubuque beerdigt. Der Tod von Oran Pape war einer der Gründe dafür, dass Polizeibeamte in den USA später ihre Dienstwaffe auf der Körperseite trugen, die der starken Hand/Schusshand gegenüberlag, um körperliche Angriffe mit der starken Hand besser abwehren zu können. 

## Ehrungen
In der Stadt Des Moines wurde im Jahr 2012 ein öffentliches Gebäude nach Oran Pape benannt.